# Ионизатор

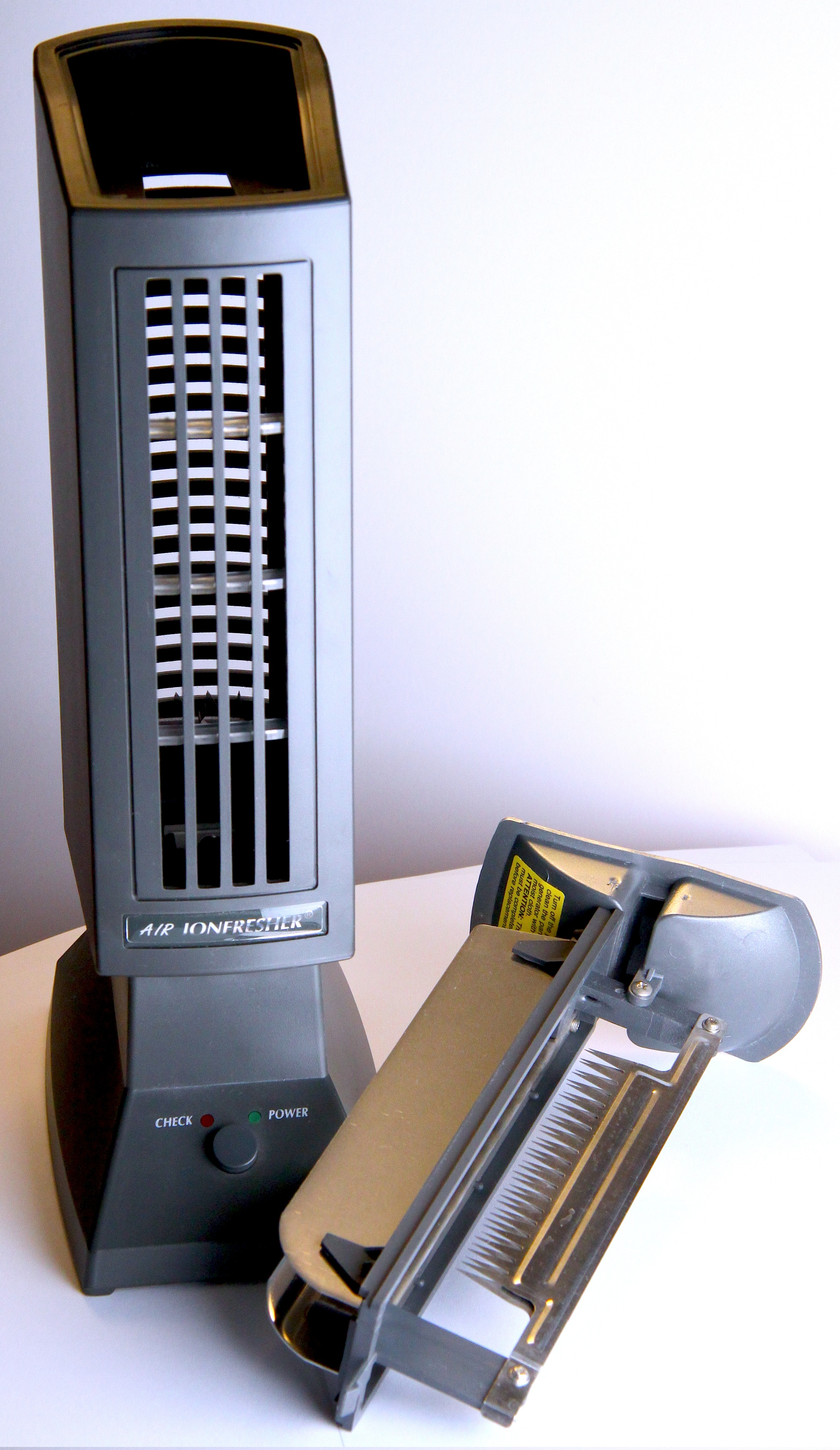
Ионизатор и очиститель воздуха со снятыми пылеулавливающими пластинами

Ионизатор — устройство для ионизации газа или жидкости. Используются в системах вентиляции для очистки воздуха и якобы подавления бактериальной активности.
При очистке воздуха действие ионизаторов не превосходит действия обычных HEPA-фильтров, а противовирусное действие не оказывает противоэпидемического эффекта, поскольку вирусы, как правило, распространяются в составе капелек жидкости, на которые ионы не оказывают достаточного воздействия. Показанное предполагаемое положительное влияние ионизированного воздуха или воды на здоровье человека находится на уровне, близком к плацебо. Более того, озон, выделяемый этими приборами, ядовит и канцерогенен, причём ощутимые по запаху концентрации озона превышают ПДК.

## История

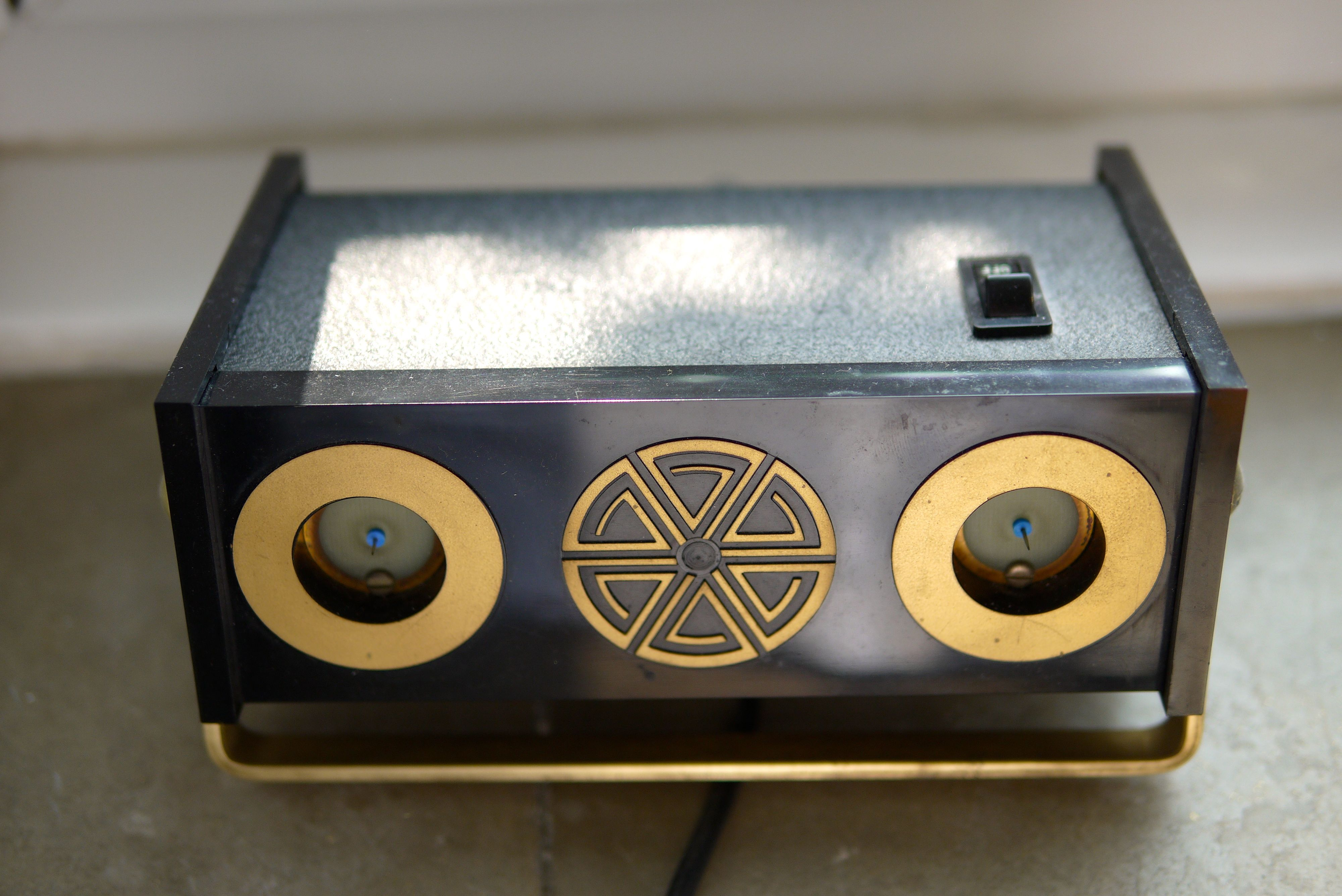
Airtone Medion Ioniser International portable model

Ионизация атмосферы была открыта Ю. Эльстером и Г. Гейтелем в 1899 году. Возможность наличия ионов в газе или жидкости может быть наглядно продемонстрирована в камере Вильсона. Использование ионов для масс-спектрального анализа вещества является важным, в том числе медицинским методом исследования, и открытие возможности лазерной ионизации в 1987 году было в 2002 году отмечено Нобелевской премией. Основываясь на предположении о положительном влиянии ионов на здоровье и самочувствие человека, в частности, высказанное А. Соколовым в 1903 году, некоторые ученые и инженеры предпринимали попытки создать коммерческие устройства для ионизации. В СССР такими разработками до войны занимался талантливый изобретатель-самоучка А. Л. Чижевский, однако результаты его научных изысканий были признаны сфальсифицированными. В 1967 году С. А. Лоуз основал на собственные средства в Великобритании компанию по производству коммерческих ионизаторов воздуха, продвигавшихся, в том числе, и для домашнего использования.

## Виды ионизаторов
Ионизаторы работают от источника ионизирующего излучения (например, ультрафиолетового или на радиоактивных изотопах) или на высоком напряжении (несколько тыс. вольт) с коронным разрядом на электродах. В последнем случае используются ионизирующие электроды и источники высоковольтного питания, устройства автоматики и техники безопасности. Ионизирующие электроды бывают двух типов: игольчатые (остриевые) и проволочные. Поток ионов достигает зачастую 1 µA, что соответствует нескольким миллиардам ионов в секунду. Дуговой и искровой разряды для ионизации воздуха не используются, поскольку вместе с ионами кислорода в воздухе образуются озон и окислы азота.
Было создано большое количество аэроионизаторов различных типов, к ним относятся:
 — термоэлектронные аэроионизаторы Ф. Г. Портнова и Д. Л. Вильчевского, Я. Ю. Рейнета и др., В. И. Грачева и А. К. Тумана;
 — радиоизотопные аэроионизаторы А. Б. Вериго и В. А. Подерни, Ц. И. Штейнбока, «Сигма»;
 — радиоактивные аэроионизаторы Института ядерных исследований АН УССР «ИВА 1» и «ИВА 2»;
 — фотоэлектрические аэроионизаторы Я. Ю. Рейнета и А. К. Тумана;
 — гидродинамические аэроионизаторы (гидроаэроионизаторы) А. А. Микулина, Е. А. Чернявского, Д. К. Пислегина и др.;
 — коронные (эффлювиальные) аэроионизаторы Д. П. Соколова, А. Л. Чижевского, «АИР-2», «Рига», «Рязань-101», ЭФА, «Зовуни», «Айна», «Электроника».
Ионизаторы подразделяются на два типа, в зависимости от того, какие виды ионов они способны генерировать: униполярные ионизаторы — вырабатывают только отрицательно заряженные ионы N2- и O2-; биполярные ионизаторы — вырабатывают и отрицательно, и положительно заряженные ионы H+ и O2- или так называемые плазмокластерные ионизаторы, вырабатывающие одновременно H+ и гидроксид-ионы HO-.

### Ультрафиолетовые аэроионизаторы
Ультрафиолетовые аэроионизаторы при различных источниках ультрафиолетового света давали исключительно большое количество озона и окислов азота. Уже через несколько минут после включения кварцевой лампы в воздухе количество вредных газов в десятки и сотни раз превосходит допустимое значение. Для физиологических опытов ультрафиолетовые ионизаторы непригодны.
Ультрафиолетовое излучение, альфа-, бета-, гамма-излучения, рентгеновские излучения также воспроизводят ионы. Ультрафиолетовые излучатели применялись в медицинских учреждениях для дезинфекции. На сегодняшний день они применяются для очистки питьевой воды, отверждения лаков, смол и полимеров, но основное действие здесь производят не ионы, а фотоны высоких энергий, разрушающие молекулы облучаемого вещества и производящие эффект разрушения поверхностного слоя.

### Гидроионизаторы
Так называемые гидроионизаторы — генераторы электростатически заряженной водяной пыли. В СССР широкое применение нашли гидродинамические «аэроионизаторы» типа «Комфорт» (А. А. Микулина), которые вырабатывали большое количество ионов воды (но, вообще говоря, не приводили к ионизации кислорода воздуха), используя дистиллированную воду. Применяются для создания медикаментозных электроаэрозолей и мелкодисперсного распыления жидкости.

### Ионизаторы на коронном разряде

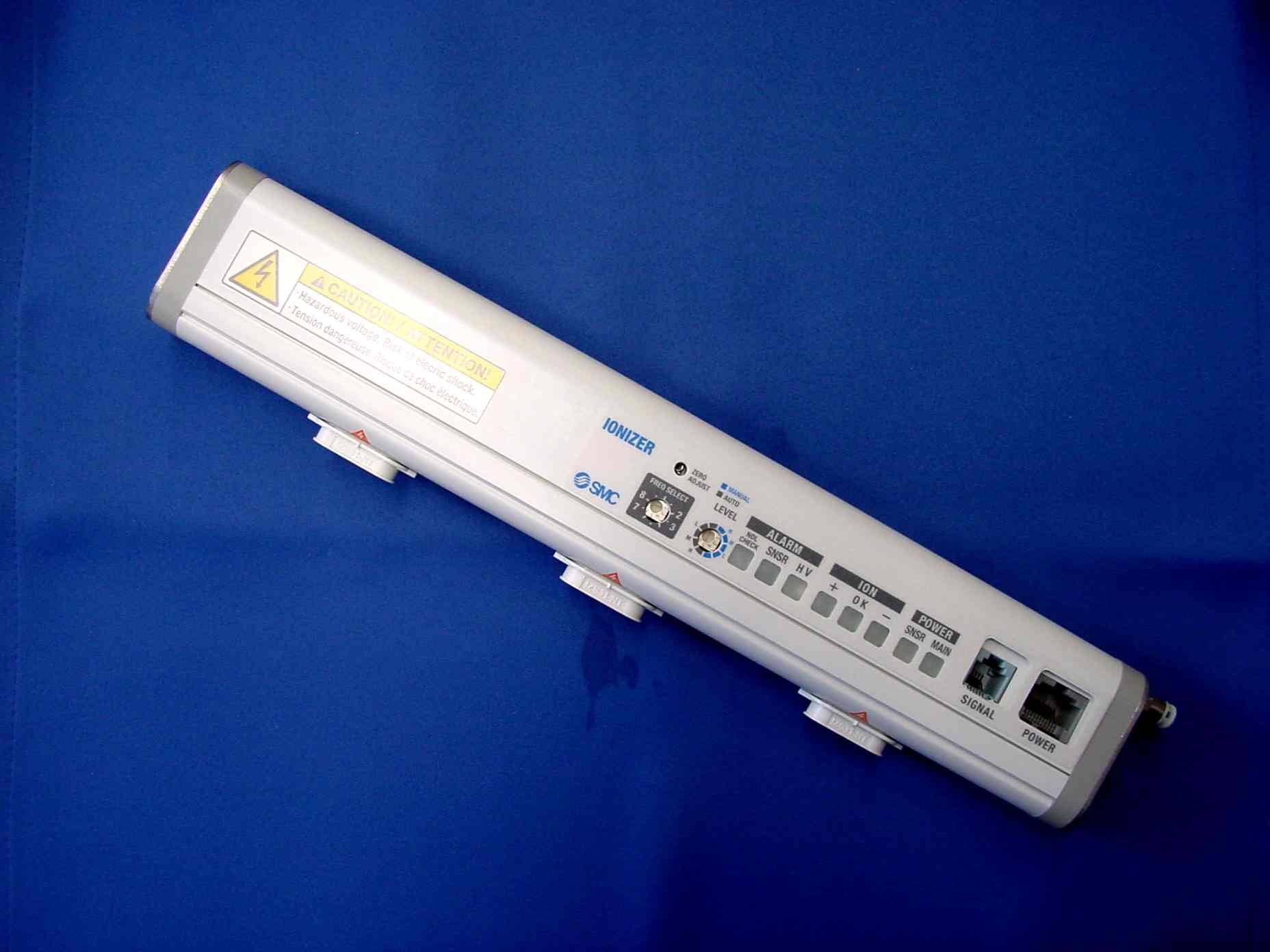
Ионизатор на коронном разряде

Ионизаторы этого типа оснащены заострёнными электродами, которые посредством коронного разряда и электростатической эмиссии образуют ионы в непосредственной близости от электродов. Данные приборы бывают двух типов:
- нерегулируемые — работают в постоянном режиме и бесконтрольно образуют новые ионы;
- регулируемые — изменяют напряжение на электродах в зависимости от электрического поля в окружении.

Оба типа ионизаторов применяются как для получения определённого заряда, так и для отвода или предотвращения нежелательных электростатических зарядов. Чтобы получить возможность располагать ионизаторы на возможно большем расстоянии к разряжаемой (заряжаемой) поверхности (до 2 м), они снабжаются воздуходувами (внешними или встроенными) — таким образом, ионизированный воздух, а с ним и электрический заряд, подводится к нужному месту (например, в печатных станках). Коронные ионизаторы зачастую выполняются в виде гребёнчатых реек; они получают питание от источников переменного или постоянного тока. При подключении к переменному току подключаются все наконечники гребёнок; при постоянном токе к соседним наконечникам подводят напряжение разных знаков.
В копировальных аппаратах и лазерных принтерах применяется ионизаторы постоянного тока (переменный ток проходит через выпрямители) — в них ионизаторы служат для бесконтактной электростатической зарядки фотовала.

#### Люстра Чижевского
Советский биофизик А. Л. Чижевский пытался экспериментально исследовать физиологическое действия положительных и отрицательных ионов в воздухе на живые организмы, применил искусственную аэроионификацию. Ионы атмосферы были названы Чижевским аэроионами, процесс их возникновения — аэроионизацией, искусственное насыщение ими воздуха закрытых помещений — аэроионификацией, лечение ими — аэроионотерапией. Впоследствии Чижевским был создан электронный прибор — аэроионификатор, повышающий концентрацию отрицательных аэроионов кислорода в воздухе. В качестве генератора аэроионов Чижевским ещё в 1931 году была предложена конструкция электроэффлювиальной люстры. В настоящее время в честь изобретателя этот прибор называют «люстрой Чижевского» (по конструкции прибор напоминает люстру и предназначен для подвешивания на потолок).
Принципиальная схема его сравнительно проста. Рабочим органом служит электроэффлювиальная (от греч. «эффлювий» — истекаю) люстра, соединённая с высоковольтным источником отрицательной полярности. Люстра представляет собой лёгкий металлический обод, на котором натянута по двум перпендикулярным осям проволока. Она образует часть сферы — сетку, выступающую вниз. В узлах сетки припаиваются иглы (длиной до 50 мм и толщиной до 1 мм). Степень их заточенности должна быть максимальной, так как истечение тока с острия увеличивается, а возможность образования озона уменьшается. Для эффективной генерации аэроионов подаваемое напряжение отрицательной полярности должно быть не ниже 25 кВ. Для обеспечения безопасности ток на люстре должен быть ниже 0,03 мА (на выходе перед люстрой ставится ограничивающее сопротивление 1 ГОм).
Чижевский считал, что «для создания лёгких аэроионов кислорода воздуха, благотворно влияющих на людей и очищающих воздух населённых помещений, ни в коем случае не могут быть использованы многочисленные ионизаторы, предлагаемые разными изобретателями. Для этих целей совершенно непригодны гидроионы, а также ионы, получаемые в результате действия на молекулы воздуха опасных для здоровья радиоактивных или ионизирующих излучений». Чижевский проводил медицинские, ветеринарные и сельскохозяйственные опыты с электроэффлювиальной люстрой. Эти исследования критиковались, в том числе А. Иоффе и Б. Завадовским, за нарушение экспериментальной методики и не были признаны официальной наукой. Тимирязев назвал диссертацию Чижевского бредом.

### Радиоизотопные ионизаторы
Радиоактивные изотопы (радионуклиды) применяются в ионизационных пожарных датчиках для обнаружения ионов абсорбционных веществ (дымов, аэрозолей); при этом проводимость воздуха измеряется посредством ионизации — проводимость воздуха повышается при наличии в нём органических газов, дымов или аэрозолей.

## Применение

### Снятие электростатического напряжения

#### В домашних приборах
В продаже доступны сушилки для волос (фены), пылесосы, увлажнители воздуха, клавиатуры и даже ноутбуки со встроенными ионизаторами, обещающими оказать антистатическое действие.

### Коронная обработка полимеров
Активации диэлектрических поверхностей, служащих одним из электродов в процессе коронного разряда, либо в процессе термоионизации, с целью увеличения притяжения и улучшения слипания. После такой обработки, а у некоторых полимеров только после неё, на поверхности может быть нанесено покрытие (ламинирование, покраска, грунтовка и т. п.)

### Обработка воздуха и воды
Ионизация воздуха в жилых помещениях производится в основном биполярными ионизаторами воздуха, что входит в понятие микроклимат помещений. Аргументация производителей ионизаторов воздуха сводится к тому, что чистый природный воздух содержит больше отрицательных ионов (на природе, особенно в горах, лесах, вблизи водопадов).

#### Очистка воздуха
Пыль, копоть, дым, пыльца растений, бактерии, аллергены и все твёрдые частицы воздуха заряжаются под воздействием ионизатора воздуха и начинают медленно дрейфовать к плюсовому электроду, в качестве которого выступают стены, потолок, пол, где и оседают. Воздух помещений очищается, но все загрязнения придётся удалять со всех окружающих предметов и конструкций, это портит внешний вид комнат и считается недостатком люстр Чижевского. В частности, ионизаторы Чижевского в экспериментальном порядке применялись в 1956 году в нарядчицких НИИ угольной промышленности в Караганде и в московском метро. В противовес этому производители приводят следующий аргумент: все то, что оседает на стены, потолок, пол, предметы, без ионизатора воздуха находится в воздухе, и человек это вдыхает. Однако в научном сообществе принято мнение, что того же результата можно добиться другими, более дешевыми и простыми способами.
Ионизация воздуха инициирует реакции осаждения зловонных газов и аэрозолей. Так, сосуд, наполненный дымом, внезапно делается совершенно прозрачным, если внести в него острые металлические электроды, соединённые с электрической машиной, а все твёрдые и жидкие частицы будут осаждаться на электродах. Объяснение опыта заключается в следующем: как только между электродами зажигается коронный разряд, воздух внутри трубки сильно ионизируется. Ионы воздуха заряжают частицы пыли. Заряженные частицы пыли движутся под действием поля к электродам, где и оседают.
Согласно санитарно-гигиеническим нормам допустимых уровней ионизации воздуха (СанПиН 2.2.4.1294-2003 от 15 июня 2003 года), минимально допустимая концентрация ионов в воздухе производственных и общественных помещений должна составлять 400 положительных или 400 отрицательных ионов на см³ воздуха. Максимальная же концентрация регламентируется на уровне 50 000 положительных или 50 000 отрицательных ионов на см³ воздуха. В 1939 году Чижевским была предложена терапевтическая доза в 10 000 — 10 000 000 отрицательных ионов на см³ воздуха при экспозиции от 5 до 60 минут.

#### Очистка воды
Ультрафиолетовые излучатели применяются в процессе подготовки питьевой воды для очистки воды от органических примесей и бактерий, но это не имеет прямого отношения к ионизации.

##### Очистка воды в бассейне
Американская компания «Clear Wagner Enviro Technologies» разработала систему минеральной обработки, позволяющую значительно снизить применение химических реагентов при дезинфекции воды в бассейне. В основе минеральной обработки лежит принцип насыщения проточной воды ионами меди и серебра, оказывающими воздействие на водоросли, вирусы и болезнетворные бактерии.
Система очистки состоит из блока управления и набора электродов, изготовленных из сплава меди и серебра и расположенных на небольшом расстоянии друг от друга.
Вода проходит через проточную камеру с расположенными в ней электродами. Блок управления генерирует на электродах низковольтное постоянное напряжение. Электрический ток заставляет атомы на поверхности электродов отдавать свои электроны и превращает их в положительно заряженные ионы. Ионы, увлекаемые потоком воды, попадают в бассейн, где и происходит очистка. Количество ионов, поступающих в воду, может контролироваться в зависимости от выбранного уровня ионизации. Периодическая смена полярности напряжения обеспечивает равномерный износ электродов.
Ионы меди и серебра, попавшие в воду, химически активны и потому разрушают находящиеся там живые микроорганизмы. Медь уничтожает водоросли, а серебро — вирусы и бактерии, обеспечивая длительную, нетоксичную очистку и препятствуя повторному заражению. Ионы остаются в воде до тех пор, пока не выпадут в осадок или не вступят в нерастворимые соединения с водорослями и бактериями, которые затем осядут на фильтрах. Ионизатор, непрерывно инжектирующий ионы, восполнит их потери.

### Массообменныепроцессы
Ионизация может ускорять или, наоборот, замедлять массообменные процессы. Так, если контактирующие вещества заряжены разноименно — процесс ускоряется, в то время, как при одноимённом заряде — тормозится. Этот эффект нашёл широкое применение, например, в электрофотографии, очистке продуктов сгорания от частиц сажи, для интенсификации процесса копчения и т. п.